# Myrmicocrypta squamosa
Myrmicocrypta squamosa är en myrart som beskrevs av Smith 1860. Myrmicocrypta squamosa ingår i släktet Myrmicocrypta och familjen myror.

## Underarter
Arten delas in i följande underarter:
- M. s. squamosa
- M. s. uncinata

## Bildgalleri

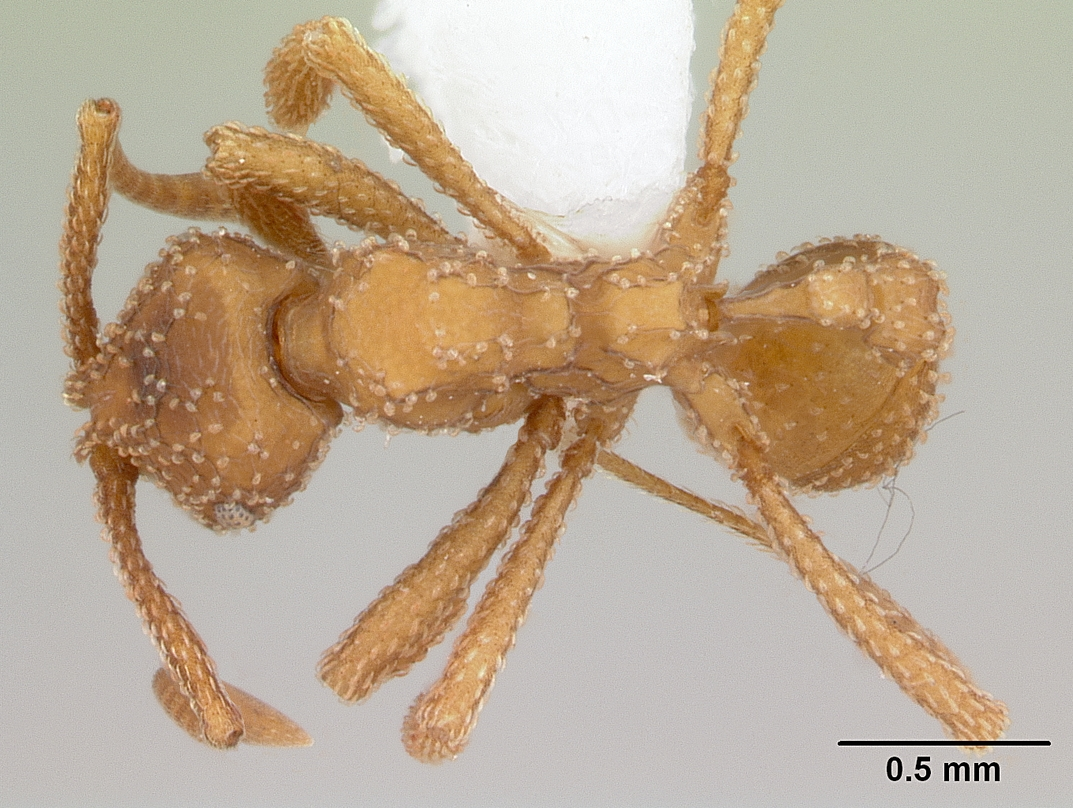
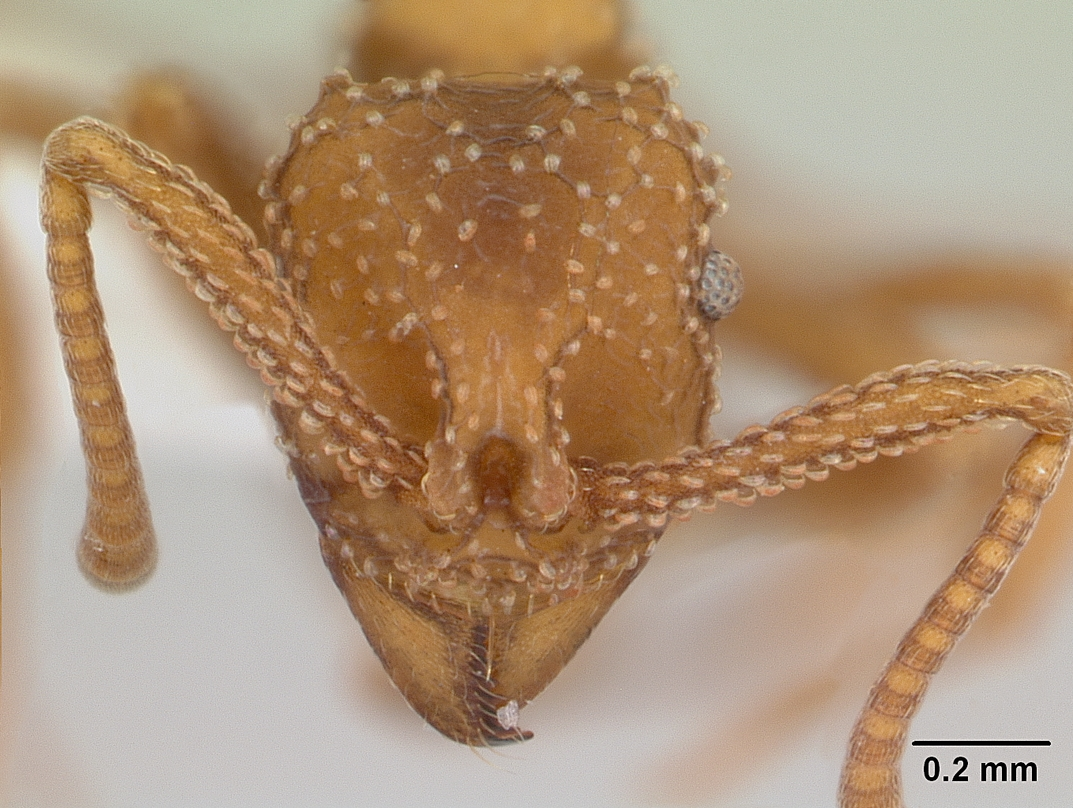
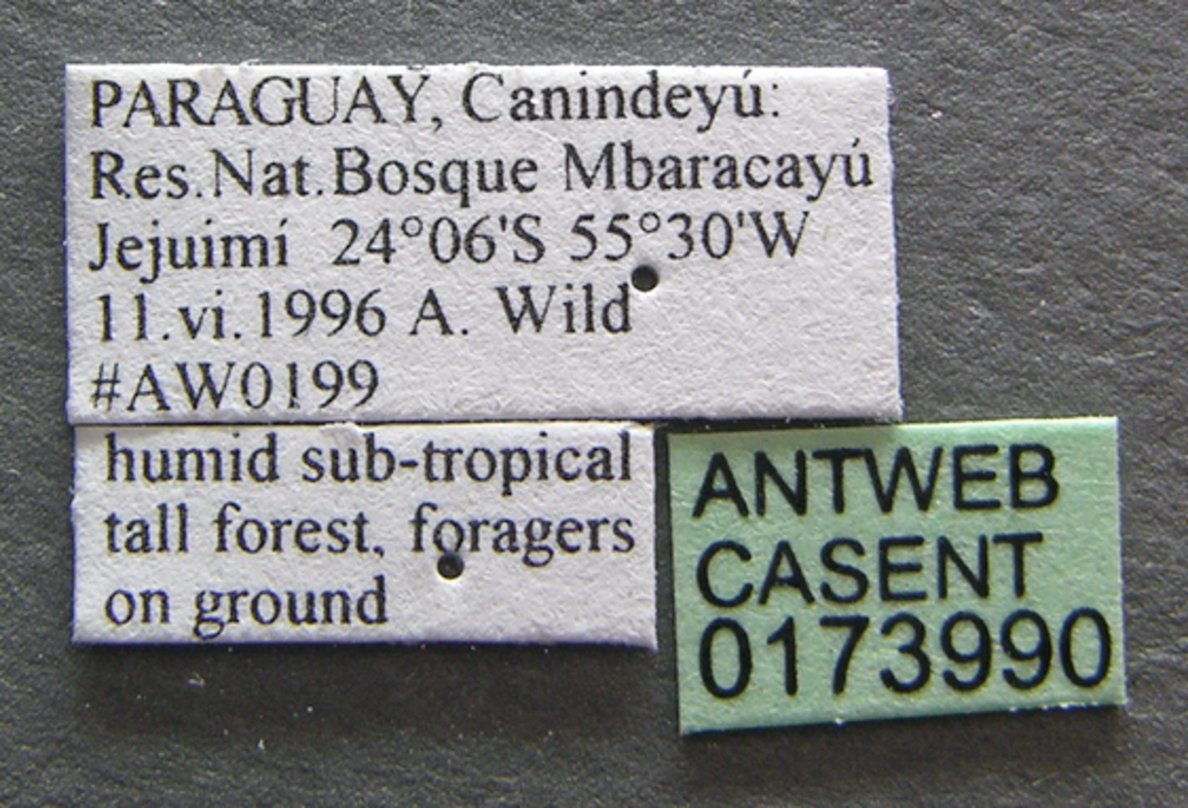
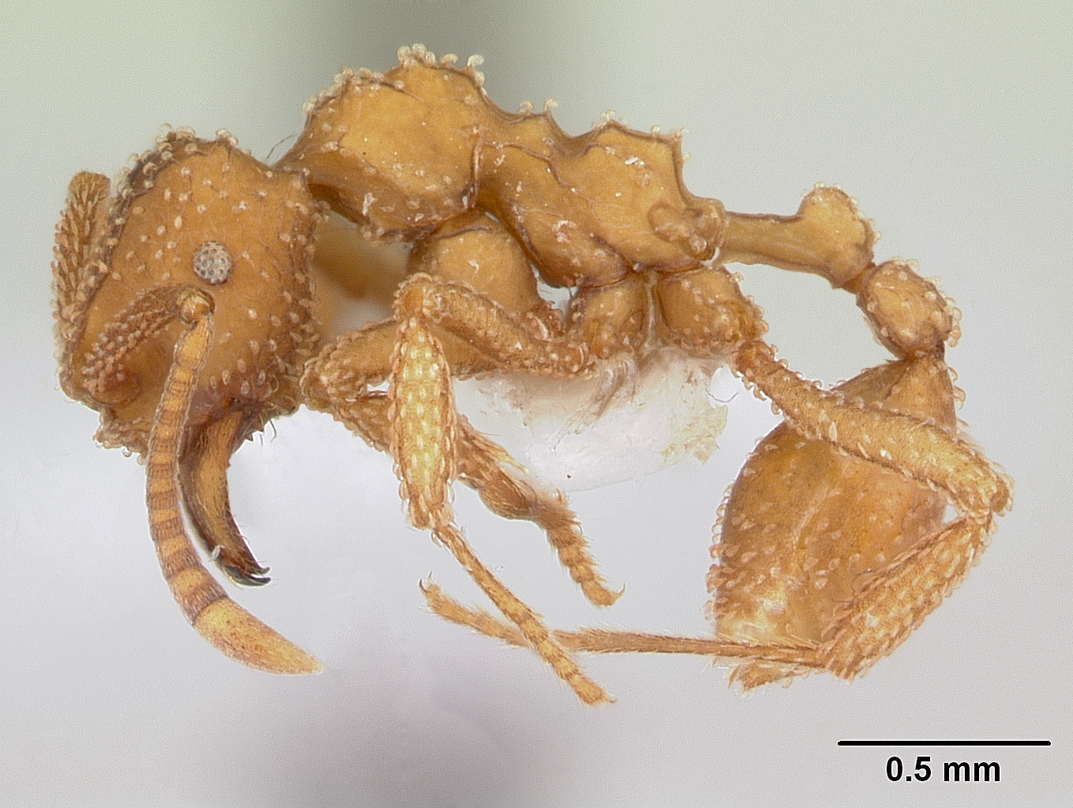